# Joy Beune
Joy Beune (Borne, 28 april 1999) is een Nederlandse langebaanschaatsster bij de schaatsploeg Team IKO.

## Biografie
Beune is geboren en getogen in Borne en begon als 9-jarige met schaatsen bij de Bornse Schaats- en Skeelervereniging. Op de IJsbaan Twente legde ze haar trainingsrondjes af. Hierna stroomde ze door naar ice racingteam twente en daarna het Gewest Overijssel. Bij het RTC Oost in 2016 brak Beune definitief door.

### Junioren
Beune won op de wereldkampioenschappen voor junioren 2017 goud op de 3000 meter, in een tijd van 4.35,90.
Op 8 januari 2016 werd ze uitgeroepen tot (Overijssels) Sporttalent van het Jaar, waarvoor ze de Hennie Kuiper Talenttrofee kreeg.
Op het WK junioren 2018 in Salt Lake City won Beune op 10 maart goud op de 1500 meter, in een nieuwe junioren-wereldrecordtijd van 1.54,21. Een dag later wist ze ook eerste te worden op de 1000 en de 3000 meter. Op beide afstanden schaatste ze opnieuw een junioren-wereldrecord (1.14,21 respectievelijk 3.59,47). Ze eindigde dankzij deze prestaties ook als eerste in het algemeen klassement en maakte hierdoor in de Adelskalender van de senioren een sprong van plek 240 naar 73.
In haar geboorteplaats Borne kreeg ze hiervoor de gemeentelijke prijs het Borns Bijtje.

### Senioren
Op 10 april 2018 werd bekend dat Beune – nu senior – een overstap maakte naar Team LottoNL-Jumbo, waar men haar een groot talent noemde. Ze tekende een contract voor twee jaar.
Op het NK Allround 2019 verbeterde Beune haar persoonlijke record op de 5000 meter – in haar tweede wedstrijd uit haar loopbaan op deze afstand – met 40,06 seconden naar 6.58,94. Vervolgens schaatste ze tijdens de wereldbekerfinale in Salt Lake City naar een pr op de 1500 meter naar 1.52.78. Hierdoor steeg ze op 10 maart 2019 in de Adelskalender van plek 73 naar plek 10.
Ondanks mindere prestaties in seizoen 2019/20 verlengde Beune in de lente van 2020 haar contract met Jumbo-Visma met twee jaar. In 2020 bleef haar grote doorbraak vooralsnog uit. In 2022 maakt ze de overstap van Jumbo-Visma naar team IKO.
Beune veroorzaakte in 2023 twee keer een diskwalificatie van de Nederlandse schaatsploeg op de ploegenachtervolging. Dit waren heel dure diskwalificaties, want het kostte het team niet alleen de wereldtitel op dit onderdeel, maar zorgde ook voor een degradatie naar de B-groep, waardoor Nederland zich alleen nog voor het WK afstanden van 2024 kan plaatsen door zich in Salt Lake City op basis van de tijdranking te kwalificeren. Op de wereldkampioenschappen afstanden van 2023 reed Beune op de ploegenachtervolging samen met Irene Schouten en Marijke Groenewoud de snelste tijd, maar werden zij gediskwalificeerd omdat Beune haar enkel niet goed had afgedekt/beschermd. Tijdens de wereldbekerwedstrijd in Tomaszów Mazowiecki op 9 december 2023 ging Beune wederom in de fout door geen transponders te dragen. Beune, Irene Schouten en Marijke Groenewoud reden ook daar de snelste wedstrijd, maar werden gediskwalificeerd omdat de tijd niet geregistreerd werd door transponders van alle drie de teamleden.  Beune wist voor de rit dat ze haar transponders kwijt was en besloot toch te starten zonder het te melden. Om meer diskwalificaties in de toekomst te voorkomen, opperde coach Rintje Ritsma om een oppas naast haar te zetten die bij haar alles controleert.
Na enkele moeizame seizoenen verliep 2024 veel beter. 
Op de 3000 meter van de wereldbekerwedstrijden in Salt Lake City op 26 januari 2024 won Beune haar eerste individuele wereldbekergoud, in een persoonlijk record van 3.56,86.
Bij de Wereldkampioenschappen afstanden van 2024 in Calgary behaalde Beune zowel goud op de ploegenachtervolging als op de 5000 meter. Bij de daarop volgende Wereldkampioenschappen allround in Inzell werd ze kampioen, voor Marijke Groenewoud en Antoinette Rijpma-de Jong. Beune wist bij dit toernooi drie afstanden te winnen, waarvan twee (de 3.000 meter en de 1.500 meter) in een baanrecord.

## Persoonlijk
Tot 2019 had Beune een relatie met Thomas Geerdinck en samen trainden zij bij het RTC in hetzelfde team. Sinds 2019 heeft Beune een relatie met langebaanschaatser Kjeld Nuis. In december 2024 poseerde ze naakt in Playboy. De vraag naar de editie met de schaatsster was zo groot dat de uitgeverij van het blad na zes dagen besloot tot een herdruk over te gaan.

## Persoonlijke records
| Afstand    | Tijd    | Datum           | Baan           |
| ---------- | ------- | --------------- | -------------- |
| 500 meter  | 38,69   | 9 maart 2018    | Salt Lake City |
| 1000 meter | 1.14,21 | 10 maart 2018   | Salt Lake City |
| 1500 meter | 1.51,72 | 25 januari 2025 | Calgary        |
| 3000 meter | 3.55,72 | 9 maart 2024    | Inzell         |
| 5000 meter | 6.45,76 | 24 januari 2025 | Calgary        |

(laatst bijgewerkt: 25 januari 2025)

## Wereldrecords
| Nr.  | Afstand                       | Tijd/Punten | Datum           | Baan           |
| ---- | ----------------------------- | ----------- | --------------- | -------------- |
| jr1. | ploegenachtervolging junioren | 3.02,72     | 3 maart 2018    | Salt Lake City |
| jr2. | 1500m junioren                | 1.54,21     | 10 maart 2018   | Salt Lake City |
| jr3. | 1000m junioren                | 1.14,21     | 10 maart 2018   | Salt Lake City |
| jr4. | 3000m junioren                | 3.59,47     | 10 maart 2018   | Salt Lake City |
| jr5. | minivierkamp junioren         | 153,776     | 9/10 maart 2018 | Salt Lake City |
| jr6. | ploegenachtervolging junioren | 2.59,55     | 11 maart 2018   | Salt Lake City |
| 1    | minivierkamp                  | 153,776     | 9/10 maart 2018 | Salt Lake City |

|  | = huidig wereldrecord |

- Ploegenachtervolging junioren samen met Elisa Dul & Jutta Leerdam

## Resultaten
| Jaar | NK Afstanden                 | NK Allround         | EK Afstanden          | EK Allround         | WK Afstanden                  | WK Allround | Wereldbeker                  | WK Junioren                |
| ---- | ---------------------------- | ------------------- | --------------------- | ------------------- | ----------------------------- | ----------- | ---------------------------- | -------------------------- |
| 2017 | 13e 1500m                    |                     |                       |                     |                               |             |                              | · (6e, , ) · Achtervolging |
| 2018 | 15e 500m 7e 1000m 6e 1500m   |                     |                       |                     |                               |             |                              | · (, ) · Achtervolging     |
| 2019 | 5e 1500m 6e 3000m            | · (, )              |                       |                     | achtervolging                 |             | 17e 1000m 8e 1500m 37e 3k/5k |                            |
| 2020 | 10e 1000m · 1500m · 8e 3000m | 4e · (, 6e, , 5e)   |                       |                     | 10e 1500m                     |             | 38e 1500m                    |                            |
| 2021 | 8e 1500m 6e 3000m 5e 5000m   | 5e (8e, 7e, 7e, 6e) |                       | 5e · (7e, 5e, , 5e) | 6e 3000m                      |             | 4e 3k/5k                     |                            |
| 2022 | 9e 1500m 4e 3000m 4e 5000m   | · (6e, , )          |                       |                     |                               |             | 36e 1500m 5e 3k/5k           |                            |
| 2023 | 4e 1500m · 3000m             | · (6e, , , 6e)      |                       |                     | 4e 3000m DQ achtervolging     |             | 6e 1500m · 3k/5k             |                            |
| 2024 | 1500m · 4e 3000m · 5000m     |                     | 1500m · achtervolging |                     | 1500m · 5000m · achtervolging | · (10e, , ) | 1500m · 4e 3k/5              |                            |
| 2025 | 1500m · 3000m · 4e 5000m     | · (, )              |                       | · (, )              | 1500m · 3000m · achtervolging |             |                              |                            |